# Époisses (Käse)

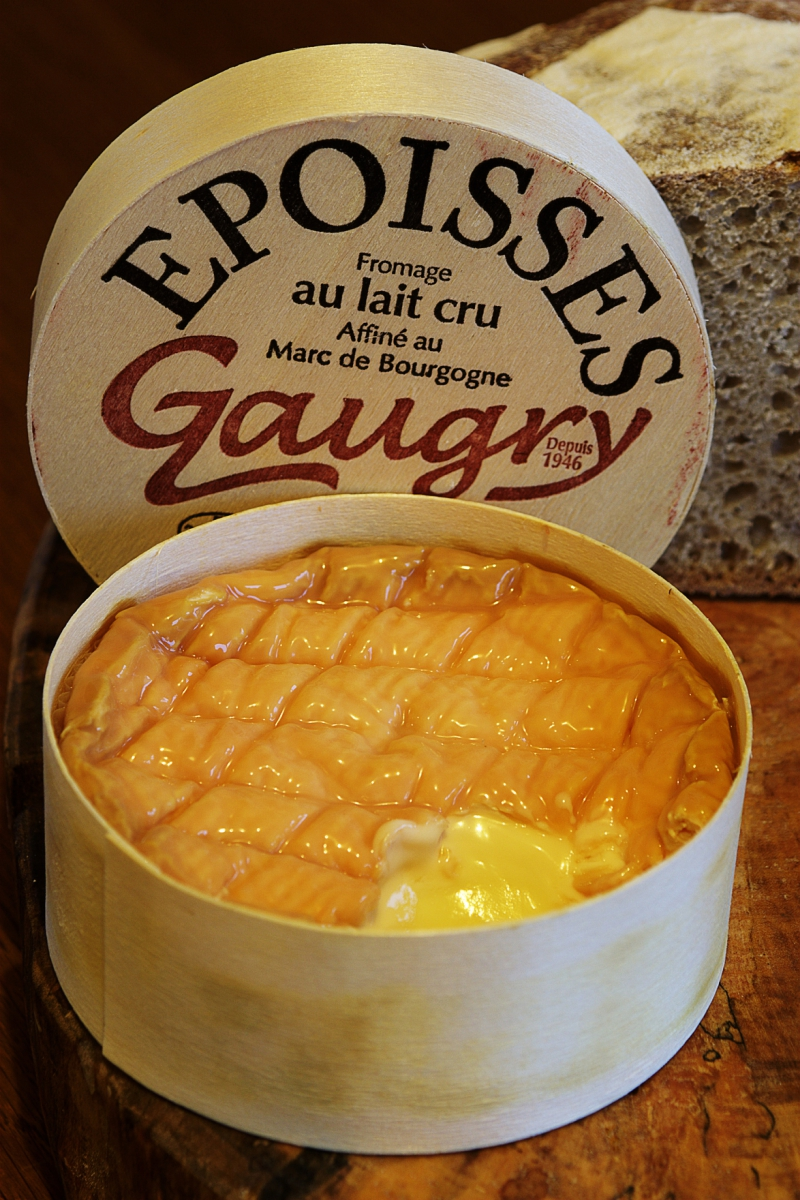
Époisses in der typischen Holzschachtel

Époisses ist ein französischer Weichkäse aus Kuhmilch. Er fällt unter die Appellation d’Origine Protegée (AOP), wodurch Qualität sowie  Herstellungsverfahren und Produktionsregion festgelegt werden. Er zählt zu den deftigsten Käsen mit gewaschener Rinde und wird im Verlauf des Reifeprozesses regelmäßig mit Salzlake gewaschen, der mit zunehmender Reife immer mehr Marc de Bourgogne zugesetzt wird. Dadurch wird auch ein Schimmelbefall der erwünschten und essbaren Rotkulturrinde verhindert.
Der reife Käse hat einen sehr intensiven Geruch, bei dem der Marc deutlich wahrnehmbar ist. Der Teig des Käses ist cremig, der Fettgehalt muss mindestens 50 % in der Trockenmasse betragen.

## Geschichte
Dieser Käse wurde im frühen 16. Jahrhundert von Zisterziensermönchen der Abtei von Citeaux erfunden. Seinen Namen verdankt er der gleichnamigen Gemeinde, die in der Produktionsregion Bourgogne-Franche-Comté liegt.
Das Herstellungsverfahren wurde von den Mönchen an die umliegenden Bauern weitergegeben, die es weiter verbesserten.
Jean Anthelme Brillat-Savarin schrieb in seinem 1826 erschienenen Buch „Physiologie du Goût“ (deutsch: „Physiologie des Geschmacks“) über den Époisses, er sei der König der Käse.
Um 1900 gab es etwa 100 Hersteller.
Nach dem Zweiten Weltkrieg waren es nur noch einige wenige kleine Produzenten, bis Robert und Simon Berthaut 1954 ihre Käserei Berthaut gründeten und 1956 wieder mit seiner Produktion begannen.
2018 gab es 44 Milchproduzenten und 7 Käsereien, die nach den AOP-Richtlinien arbeiten und 1800 Tonnen Époisses im Jahr herstellen.

## Herstellung

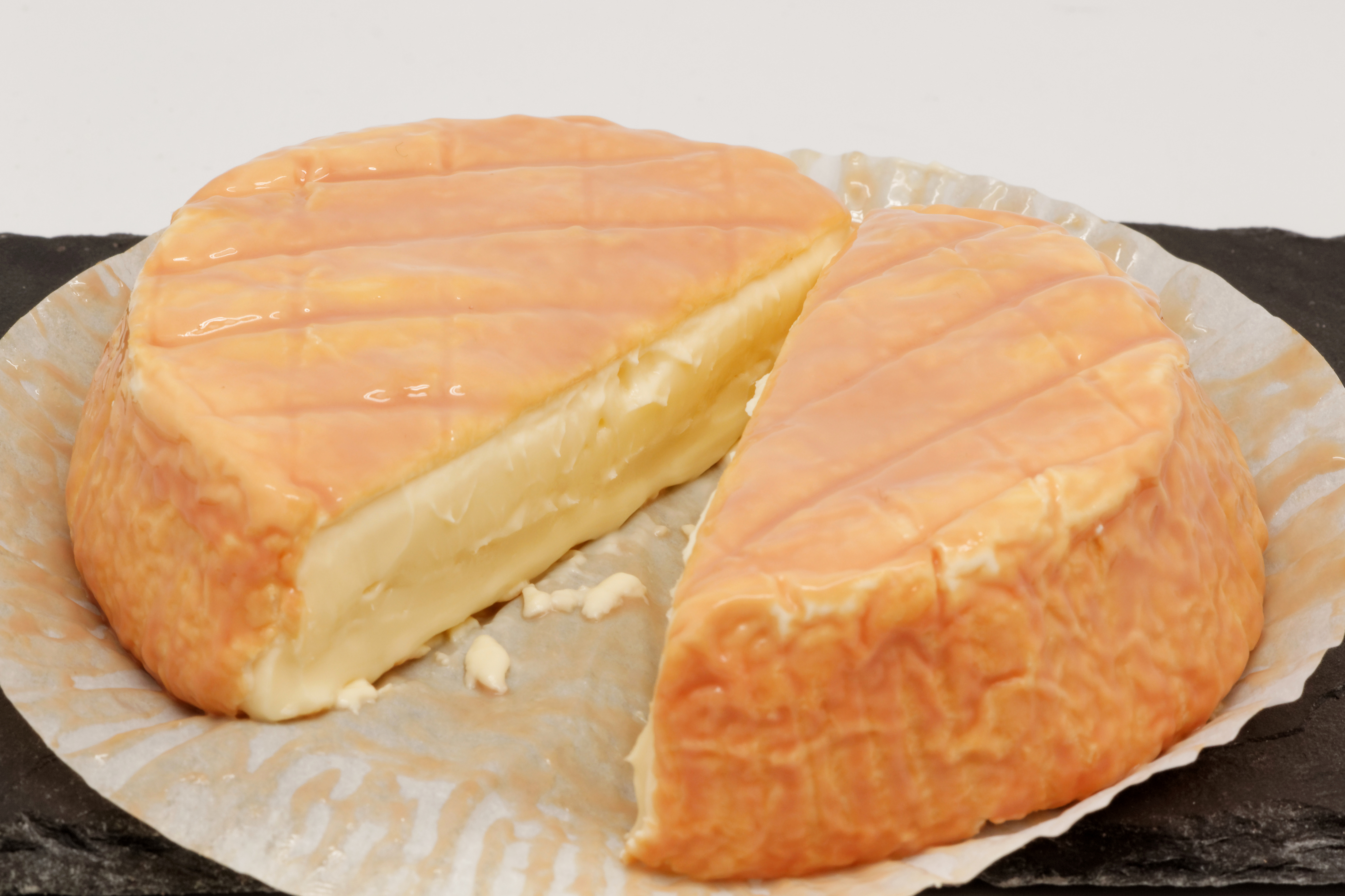
Ein großer Époisses im Anschnitt

Die meisten Bauernhäuser in der Gegend von Époisses hatten Trockenkammern und Reifekeller. Ein- bis dreimal pro Woche wird jeder der unerhitzten, ungepressten Käse von Hand mit Salzlake, vermischt mit einem stetig wachsenden Anteil des Tresterbrands Marc de Bourgogne, abgewaschen. Mit Pinseln werden Rotkultur-Bakterien auf der Rinde verteilt. Der Käse reift ein bis zwei Monate.
Verwendet werden darf nach dem AOP-Lastenheft nur Milch von drei regionalen Kuh-Rassen: Brune, Montbéliarde und Simmental Française, für deren Ernährung Futter überwiegend regionalen Ursprungs vorgeschrieben ist. Die Produktionsregion umfasst genau definierte Teile der Départements Côte-d’Or, Yonne und Haute-Marne.
Selbst die zylindrische Form und die Größe des Käses sind geregelt:
Entweder ein
- Durchmesser von 95 bis 115 mm und eine Höhe von 30 bis 45 mm bei einem Gewicht von 250 bis 350 Gramm oder ein

- Durchmesser von 165 bis 190 mm bei gleicher Höhe und einem Gewicht von 700 bis 1100 Gramm.

Erstere Form kommt meist in Holzspan-Schachteln in den Handel, während die größere Variante im Anschnitt verkauft wird.

## Genuss
Die Rinde ist klebrig und je nach Alter elfenbeinfarben bis orangebraun. Ein frischer Käse ist kompakt, feucht und körnig mit einem fein-säuerlichen Hefegeschmack. Später riecht der feinstrukturierte Teig streng und würzig, mit intensivem Alkoholaroma. Zwischen der Rinde und dem Kern bildet sich im Verlauf des Reifeprozesses eine sahnige Schicht. Aus Époisses wird auch das mildere Confit d’Époisses hergestellt. Der Käse lässt sich nicht langfristig lagern und ist während der Weidezeit von Mai bis November besonders schmackhaft.